# クレイトポン
『クレイトポン』（クレイトポーン、古希: Κλειτοφῶν, 古代ギリシア語ラテン翻字: Kleitophōn）は、プラトン名義の短篇の対話篇の一つである。副題は「徳のすすめ」。
古代にトラシュロスがまとめた四部作（テトラロギア）集36篇の中に含まれるが、プラトンの真作であるかについては疑義が呈されることも多い。
（a）クレイトポン、トラシュマコス、リュシアスといった人物が話題に挙がる点、（b）「正義」を主題としている点が、『国家』第1巻に近い。そのため、四部作（テトラロギア）集においては、『国家』『ティマイオス』『クリティアス』と一括りにされている。

## 構成

### 登場人物
- ソクラテス
- クレイトポン - アテナイの民主・復古派政治家。『国家』にも登場。
- トラシュマコス - 登場人物の発言の中で言及されるのみ。『国家』に登場する。
- リュシアス - 同上。

## 内容
ソクラテスがクレイトポンに対して、クレイトポンが「ソクラテスと話してもつまらない」と話していたことを噂に聞いた、と切り出す。クレイトポン本人は、これに対して、確かにソクラテスを褒めなかった点もあるが、褒めている点もあるのだと釈明し、両者はこの機会に互いに腹を割って話すことにしようと合意する。（406–407b）
クレイトポンはまず、以下の点に関しては既にソクラテスに賛同していると述べる。
- 魂への配慮が、身体や金銭への配慮よりも重要である（407b–e）
- 徳（アレテー）があればこそ、身体や金銭、そして魂を用いることができる（407e）
- 悪や不正はすき好んでなされるものではなく、無教育・無知もしくは快楽に対する敗北といった、不本意によるものである（407d–e）
- 徳は教育によって得られる（408b）

これらは、ソクラテスの「徳・哲学のすすめ」に関する一連の主張としてよく知られる。
しかし、クレイトポンは、自分の関心はむしろ「その先」にあるのだと述べる。つまり、「徳はいかに素晴らしいものか」「なぜ徳を得るべきなのか」ということではなく（それはもう十分すぎるほど論じられ、自分も同意しているから）、「徳はいかにして得られるのか」「具体的にどのような教育によって得られるのか」といった、「続きの話」をしてほしいとソクラテスを促す。（408c–e）
クレイトポンは、ソクラテスの仲間と交わした「正義」についての問答を回想し、ソクラテスやその仲間は、「徳・哲学のすすめ」は盛んにするが、いざその知識・技術・成果について問われると、それには答えられないと指摘・批判し、対話篇が終わる。（この問題に対する回答は、「正義について」という副題を持つ『国家』篇で与えられることになる。）

## 解説
本篇は、「徳のすすめ」を超えて「徳の獲得」へと議論を促す。本篇のようにソクラテスが対話相手に一方的に批判されたまま終わる構成は、プラトン名義の対話篇の中では珍しい。
クレイトポンは、『国家』の第1巻において、ソクラテスの姿勢・考えに批判的な対話者であったソフィストのトラシュマコスに同調する話者としてわずかに登場するが、本篇はその設定・内容を引き継いで書かれたものと考えられる。

## 日本語訳
- 『プラトン全集 11 クレイトポン　国家』 田中美知太郎訳、岩波書店、1976年、復刊2005年ほか。後者は藤沢令夫訳
- 『エウテュデモス／クレイトポン』 朴一功訳、京都大学学術出版会〈西洋古典叢書〉、2014年
- 『アルキビアデス　クレイトポン』 三嶋輝夫訳、講談社学術文庫、2017年